# Diocese de Presidente Prudente
A Diocese de Presidente Prudente (em latim: Dioecesis Prudentipolitana) é uma divisão territorial da Igreja Católica no estado de São Paulo. Sua sede é o município de Presidente Prudente. Foi criada em 16 de janeiro de 1960 por bula do Papa João XXIII, a diocese foi desmembrada da Diocese de Assis, também em São Paulo. Em 2016, a Diocese de Presidente Prudente era formada por 542.400 católicos (93.1% de uma população de 582.700 pessoas). Possuía 53 paróquias, 4 missões e 67 sacerdotes.
A instalação e a posse do primeiro bispo diocesano de Presidente Prudente deu-se em 2 de julho de 1960.

## História
A história da Diocese de Presidente Prudente se inicia por volta de 1918, quando foi construída a primeira capelinha de madeira, na Vila Goulart, fundada pelo Coronel Francisco de Paula Goulart. A capela foi resultado do pedido feito ao Coronel por sua esposa Dona Izabel, devota de São Sebastião, a quem foi dedicada a capela. Como prova de sua devoção ao Santo Mártir, Dona Izabel deu a um de seus filhos o nome de Sebastião, nascido em 19 de janeiro do ano de 1918.
A comunidade local dedicou o novo povoado aos cuidados de São Sebastião, na crença de que ele certamente protegeria o lugar contra as doenças comuns da época, defenderia a população contra os animais selvagens, contra a violência dos invasores e das queimadas.
Fruto do esforço pessoal de Dona Izabel, padres vieram dar assistência à Vila, entre eles, o primeiro sacerdote chamado José Farias. Logo após veio o Pe. Giovanni, que permaneceu na Vila Goulart até 1923. O ano de 1925 marca a vinda e a presença efetiva do espanhol Padre José Maria Martinez Sarrion, o idealizador e construtor da Igreja Matriz, hoje, Catedral São Sebastião de Presidente Prudente.

#### Criação da Diocese

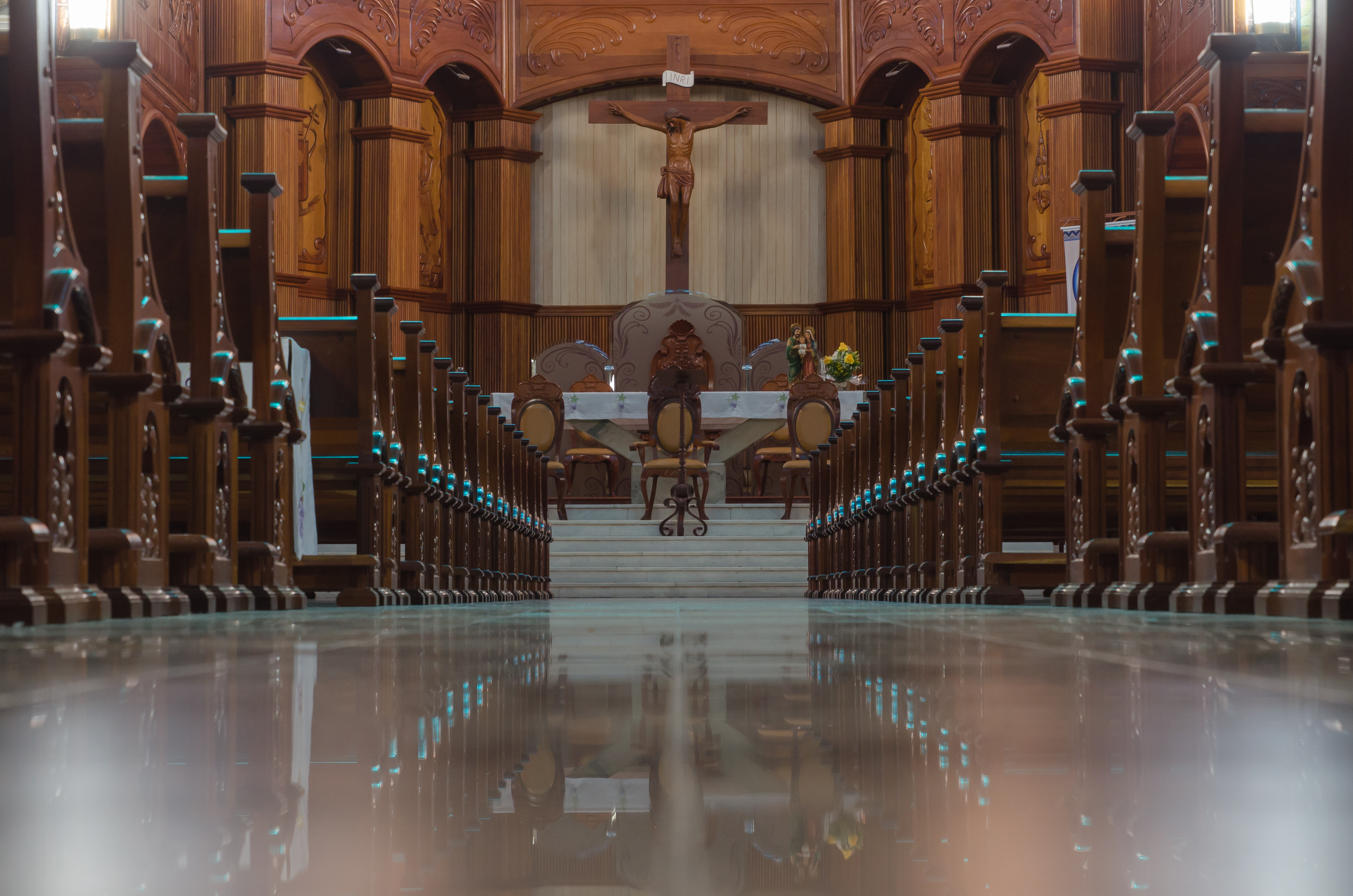
Catedral diocesana de São Sebastião em Presidente Prudente, vista internamente.

Com o trabalho da “Comissão Pró-bispado”, dos esforços e fé da comunidade católica da região de Presidente Prudente e com o apoio decisivo do Núncio Apostólico no Brasil, Dom Armando Lombardi, no dia 16 de janeiro de 1960, o Papa João XXIII decreta a criação da Diocese de Presidente Prudente pela Bula “Cum venerabilis”. Assim, a Diocese de Presidente Prudente foi totalmente desmembrada da Diocese de Assis.
Foi decretada a retirada dos seguintes territórios da Diocese de Assis passando a pertencer a Presidente Prudente: Alfredo Marcondes, Álvares Machado, Anhumas, Caiabu, Caiuá Indiana, Marabá Paulista, Mirante do Paranapanema, Piquerobi, Pirapozinho, Presidente Bernardes, Presidente Epitácio, Presidente Prudente, Presidente Venceslau, Regente Feijó, Sandovalina, Santo Anastácio, Santo Expedito, Taciba e Taboraí (Tarabai). Os municípios que posteriormente a 1960, se emanciparam dos citados anteriormente também foram incorporados a diocese prudentina.
Assim, no dia 2 de julho de 1960, foi realizada a solenidade que marca a instalação da Diocese de Presidente Prudente e a posse do primeiro bispo, Dom José de Aquino Pereira, que permaneceu até 1968. Dom José Gonçalves da Costa, segundo bispo, tomou posse no dia 28 de fevereiro de 1970. Já em 2 de abril de 1976, Dom Antonio Agostinho Marochi tomou posse como terceiro bispo. Dom José Maria Libório Camino Saracho foi o quarto bispo diocesano e teve sua posse no dia 7 de abril de 2002. O último e atual bispo a assumir foi Dom Benedito Gonçalves dos Santos.

#### Seminário Diocesano "Nossa Senhora Mãe da Igreja"
A criação de um seminário está vinculada, originalmente, à criação da Diocese, visto que a Bula Papal Cum Venerabilis, de autoria de Sua Santidade o Papa João XXIII, datada de 26 de janeiro de 1960, que criou a nova Diocese desmembrando-a da diocese-mãe, de Assis, continha expressamente em seu texto, como uma das prioridades da nova Diocese, a missão de construir um Seminário Menor para aqueles que desejassem ser preparados para a dignidade sacerdotal. 
Com a instalação da nova Diocese aos 02 de julho de 1960, tomando posse como primeiro Bispo Diocesano de Presidente Prudente, Dom José de Aquino Pereira, proveniente da Diocese de Dourados, Mato Grosso, tratou logo de ir a preparar o terreno para a construção do Seminário, dada a urgência de se constituir um presbitério genuinamente diocesano, e isto em face do crescimento demográfico da região da Alta Sorocabana e Pontal do Paranapanema, onde se localiza a Diocese Prudentipolitana e em virtude da escassez de padres. O atual terreno onde se encontra construído o Seminário, uma área inicial de dez alqueires (24,20 ha), situada na zona suburbana, localizada na Estrada do Limoeiro, s/nº, que fora adquirida pela mitra Diocesana em maio de 1961, do Sr. João Turato e Dona Elisa Lauro e conforme verificação no Cartório de Registro de Imóveis local, a lavratura da escritura ocorreu no dia 18 de maio e o competente registro aos 09 de setembro de 1961. A partir de então, Dom José de Aquino tratou de viabilizar o projeto de construção do Seminário e a angariar donativos para o início da obra.
Exatamente aos 14 de setembro de 1963, ocasião em que Presidente Prudente comemorava o seu 46º aniversário, em meio à festa, com a presença do clero, autoridades e considerável número de católicos, a Diocese presenteou a cidade com o lançamento da pedra fundamental do Seminário Diocesano. A partir do ano de 1981, a título de cooperação com dioceses irmãs, começou-se a acolher, no Seminário Diocesano, os vocacionados da Arquidiocese de Campo Grande e de outras Dioceses do Mato Grosso do Sul e Mato Grosso, que pediram arrimo. Esta aliança perdurou até meados de 2000, quando, em decorrência do aumento de vocacionados, algumas casas formativas para maiores foram abertas na região centro-oeste. Na comemoração de seus 50 anos, as estatísticas contabilizavam os seguintes números: 61 padres para a própria Diocese, 21 padres para Dioceses-irmãs e oito padres para Institutos Religiosos. São totalizados até o momento 90 (noventa) padres que em sua fase formativa estudaram neste Seminário Diocesano; isto representa a formação de 1,8 padre por ano; aproximadamente 1050 jovens estudaram neste Seminário. O total de ordenados presbíteros representa 9% dos seminaristas.

## Divisão territorial
A diocese de Presidente Prudente é dividida em quatros regiões episcopais, para melhor organização das paróquias do clero regional. 
| Região episcopal | Município                  | Paróquia (nome) |
| ---------------- | -------------------------- | --- |
| 1ª Região        | Presidente Prudente        | Catedral de São Sebastião Paróquia São José Paróquia São Lucas Paróquia São Pedro Paróquia Santa Luzia Paróquia São Judas Tadeu Paróquia São Miguel Arcanjo Paróquia São Paulo Apostolo Paróquia Santa Rita de Cássia Paróquia Bom Jesus de Pirapora Paróquia São Francisco de Assis Paróquia Menino Jesus de Praga Paróquia Santo Antonio de Pádua Paróquia Nossa Senhora do Carmo Paróquia Nossa Senhora de Lourdes Paróquia Nossa Senhora das Graças Paróquia Nossa Senhora Mãe da Igreja Paróquia Nossa Senhora do Perpetuo Socorro Paróquia Nossa Senhora do Rosário de Fátima Paróquia Nossa Senhora Rainha dos Apóstolos Paróquia Nossa Senhora Desatadora de Nós e São José de Anchieta Santuário Diocesano de Nossa Senhora de Aparecida Santuário Diocesano de Santa Terezinha do Menino Jesus e da Sagrada Face |
| 1ª Região        | Álvares Machado            | Paróquia Nossa Senhora de Aparecida |
| 2ª Região        | Álvares Machado            | Paróquia São José |
| 2ª Região        | Alfredo Marcondes          | Paróquia São Benedito |
| 2ª Região        | Anhumas                    | Paróquia Santa Luzia |
| 2ª Região        | Caiabu                     | Paróquia Santo Antonio de Pádua |
| 2ª Região        | Emilianópolis              | Paróquia Nossa Senhora de Aparecida |
| 2ª Região        | Indiana                    | Paróquia Nossa Senhora do Rosário |
| 2ª Região        | Martinópolis               | Paróquia Santa Bibiana |
| 2ª Região        | Narandiba                  | Paróquia São Francisco de Paula |
| 2ª Região        | Pirapozinho                | Paróquia São João Batista |
| 2ª Região        | Presidente Bernardes       | Paróquia Santa Luzia Paróquia Nossa Senhora de Aparecida |
| 2ª Região        | Regente Feijó              | Paróquia Nossa Senhora de Aparecida |
| 2ª Região        | Sandovalina                | Paróquia Santo Antonio de Pádua |
| 2ª Região        | Santo Expedito             | Santuário Diocesano de Santo Expedito |
| 2ª Região        | Taciba                     | Paróquia Nossa Senhora da Imaculada Conceição |
| 2ª Região        | Tarabai                    | Paróquia Nossa Senhora de Aparecida |
| 3ª Região        | Caiuá                      | Paróquia São José |
| 3ª Região        | Piquerobi                  | Paróquia São Miguel Arcanjo |
| 3ª Região        | Presidente Epitácio        | Paróquia São Pedro Paróquia Sagrada Família Paróquia São Jerônimo Emiliani |
| 3ª Região        | Presidente Venceslau       | Paróquia Santo Antônio de Lisboa Paróquia São Francisco de Paula e Nossa Senhora de Fátima |
| 3ª Região        | Santo Anastácio            | Paróquia Santo Anastácio |
| 4ª Região        | Euclides da Cunha Paulista | Paróquia São José |
| 4ª Região        | Marabá Paulista            | Paróquia Santa Terezinha do Menino Jesus |
| 4ª Região        | Mirante do Paranapanema    | Paróquia Santa Terezinha do Menino Jesus |
| 4ª Região        | Rosana                     | Paróquia Nossa Senhora dos Navegantes Paróquia Nossa Senhora de Aparecida |
| 4ª Região        | Teodoro Sampaio            | Paróquia Nossa Senhora de Aparecida Paróquia Nossa Senhora do perpétuo Socorro |

## Bispos
| #      | Nome                                | Período    | Notas                                  |        |
| Bispos | Bispos                              | Bispos     | Bispos                                 | Bispos |
| ------ | ----------------------------------- | ---------- | -------------------------------------- | ------ |
| 5°     | Benedito Gonçalves dos Santos       | 2008–atual |                                        |        |
| 4º     | José María Libório Camino Saracho † | 2002–2008  | Bispo emérito                          |        |
| 3º     | Antonio Agostinho Marochi †         | 1975–2002  |                                        |        |
| 2º     | José Gonçalves da Costa, C.Ss.R †   | 1969–1975  | Nomeado Arcebispo-coadjutor de Niterói |        |
| 1º     | José de Aquino Pereira †            | 1960–1968  | Nomeado Bispo de São José do Rio Preto |        |